# Phillip Phillips
Phillip Phillips właściwie Phillip LaDon Phillips (ur. 20 września 1990 w Georgii) – amerykański wokalista, i autor tekstów. Zwycięzca jedenastej edycji amerykańskiego Idola (23 maja 2012). Jego debiutancki album ''The World from the Side of the Moon'' ukazał się 19 listopada 2012 roku.

## Młodość
Phillips urodził się 20 września 1990 roku w Georgii w USA. Syn Sheryl i Phillipa LaDon Phillipsa. W wieku dwunastu lat zamieszkał z rodziną w Leesburgu. Uczęszczał do Lee Country High School, a następnie w 2012 roku ukończył Albany Technical College. Zanim wziął udział w Idolu, pracował w lombardzie rodziców.
Phillips zaczął zajmować się muzyką w wieku czternastu lat za sprawą swojego wieloletniego przyjaciela i szwagra Benjamina Neilla. W 2009 roku wraz z Neillem i drugim szwagrem, Toddem Urickiem, założył zespół Phillip Phillips Band W 2010 roku Phillips wygrał lokalny konkurs wokalny "Albany Star".
Przed występem w Idolu wystąpił w America's Got Talent, jednak nie dotarł do finału.

## Kariera muzyczna
Po zwycięstwie w Idolu, Phillips wziął udział w trasie koncertowej wraz z innymi laureatami jedenastej edycji konkursu. W październiku 2012 roku zaśpiewał hymn państwowy na otwarciu World Series 2012. W listopadzie 2012 zagrał koncert w ramach kampanii zbierającej fundusze na pomoc dla ofiar Huraganu Sandy.
Singiel "Home" okazał się wielkim sukcesem, sprzedał się w ponad czterech milionach egzemplarzy w USA.
W listopadzie 2012 roku ukazał się debiutancki album Phillipsa The World from the Side of the Moon, który zajął czwartą pozycję na liście the Billboard 200 z liczbą 169,000 sprzedanych egzemplarzy.

## Życie prywatne
Phillips cierpiał na wrodzoną chorobę nerek. Po zakończeniu jedenastej edycji Idola poddał się chirurgicznemu usunięciu kamieni i rekonstrukcji nerki. Obecnie spotyka się ze studentką pielęgniarstwa, Hannah Blackwell.